# Xylophagus decorus
Xylophagus decorus är en tvåvingeart som beskrevs av Samuel Wendell Williston  1885. Xylophagus decorus ingår i släktet Xylophagus och familjen vedflugor. Inga underarter finns listade i Catalogue of Life.